# Wachtendonk
Wachtendonk is een plaats en gemeente in de Duitse deelstaat Noordrijn-Westfalen. Op 31 december 2020 telde de gemeente 8.107 inwoners op een oppervlakte van 48,14 km².

## Deelgemeenten
- Wachtendonk
- Wankum

## Geschiedenis

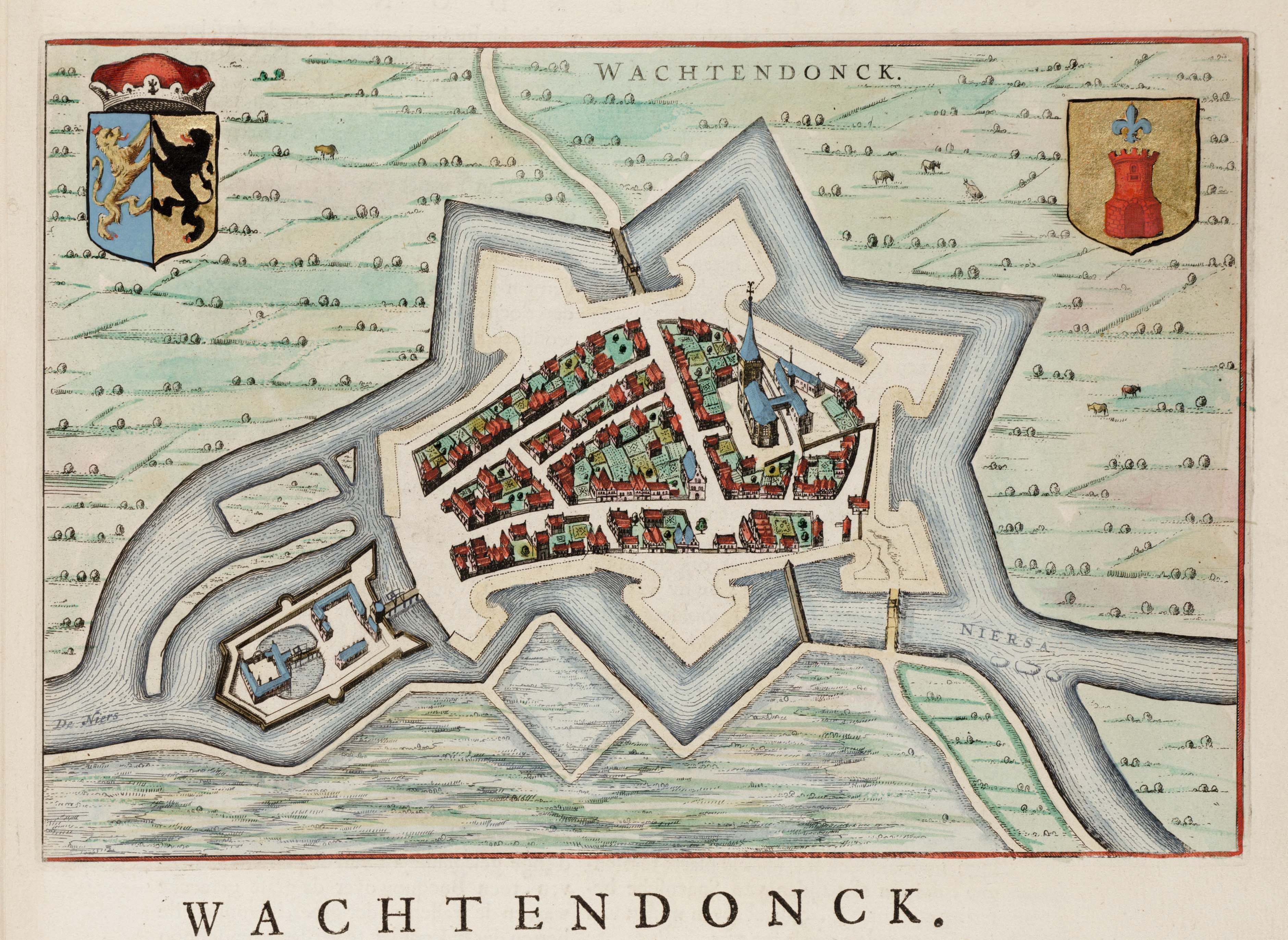
Wachtendonk met zijn kasteel tijdens de Tachtigjarige Oorlog

De nederzetting Wachtendonk is gesticht rond een waterburcht, die stamt uit het jaar 899 n.Chr. De heerlijkheid zelf werd door de Heren Van Wachtendonk in 1196 gesticht, aan de rivier de Niers. Vanaf 1326 was het een leen van de hertog van Gelre. In 1343 kreeg Wachtendonk stadsrechten. 
Wachtendonk en Wankum behoorden afwisselend tot het Overkwartier van Gelder en het hertogdom Kleef. In 1407 veroverde Reinald IV Wachtendonk en werd het een Gelders ambt. De burcht werd landsheerlijk. Dit is de enige gelegenheid waarbij Wachtendonk als hertogelijk verblijf wordt genoemd. 
In 1410 werd het in leen gegeven van het hertogdom Kleef. Van 1434-1440, van 1469-1473 en vanaf 1504 was het Gelders. Vanaf 1543 behoorde Wachtendonk tot de Zuidelijke Nederlanden.
Tijdens de Tachtigjarige Oorlog was het versterkte grensstadje Wachtendonk met zijn kasteel  burcht een strategische locatie om te bezitten. Daarom is er vaak om gevochten, onder meer in 1588, 1600, 1603 en 1605. Tijdens de Spaanse Successieoorlog werd het gebied door Pruisen ingenomen, samen met de andere gemeenten die vanaf 1713 officieel Pruisisch Opper-Gelre vormden.

Wagtendonk is een klein Steedje, twee uuren van Gelder (Geldern) gelegen, welks Vestingwerken tegenwoordig geslegt zijn. De helft van de Stad en Het Slot, met het geene 'er onder behoort, werdt van ouds, door byzondere Heeren, bezeten: doch de Geldersche Vorsten hebben 't zig, door den tyd, eigen gemaakt. Het Spaansch Leger, onder den Graave van Mansfeld (Karel van Mansfeld), bestormde Wagtendonk met veel geweld in den jaare 1588; en bediende zig hier hier, voor de eerste maal, van Bomben, waar door het grootste gedeelte van de Plaats tot eenen puinhoop gemaakte werdt. De Stad ging by verdrag over, op den 30 December. Naderhand, werdt zy, in 't jaar 1605 (Beleg van Wachtendonk), door den Graave van Bucquoi (Karel Bonaventura van Longueval) aangevallen, en na eenige dagen tot de overgave gedwongen.

| Aangrenzende gemeenten | Aangrenzende gemeenten | Aangrenzende gemeenten | Aangrenzende gemeenten | Aangrenzende gemeenten |
| ---------------------- | ---------------------- | ---------------------- | ---------------------- | ---------------------- |
| Straelen               |                        | Geldern                |                        | Kerken                 |
|                        |                        |                        |                        |                        |
| Wankum                 | Aldekerk               |                        |                        |                        |
|                        |                        |                        |                        |                        |
| Venlo                  |                        | Grefrath               |                        | Kempen                 |

## Trivia
De Wachtendonckse Psalmen komen hier niet vandaan, maar uit het nu Belgisch-Limburgse Munsterbilzen; ze zijn genoemd naar de Luikse priester Arnold Wachtendonck.

## Afbeeldingen

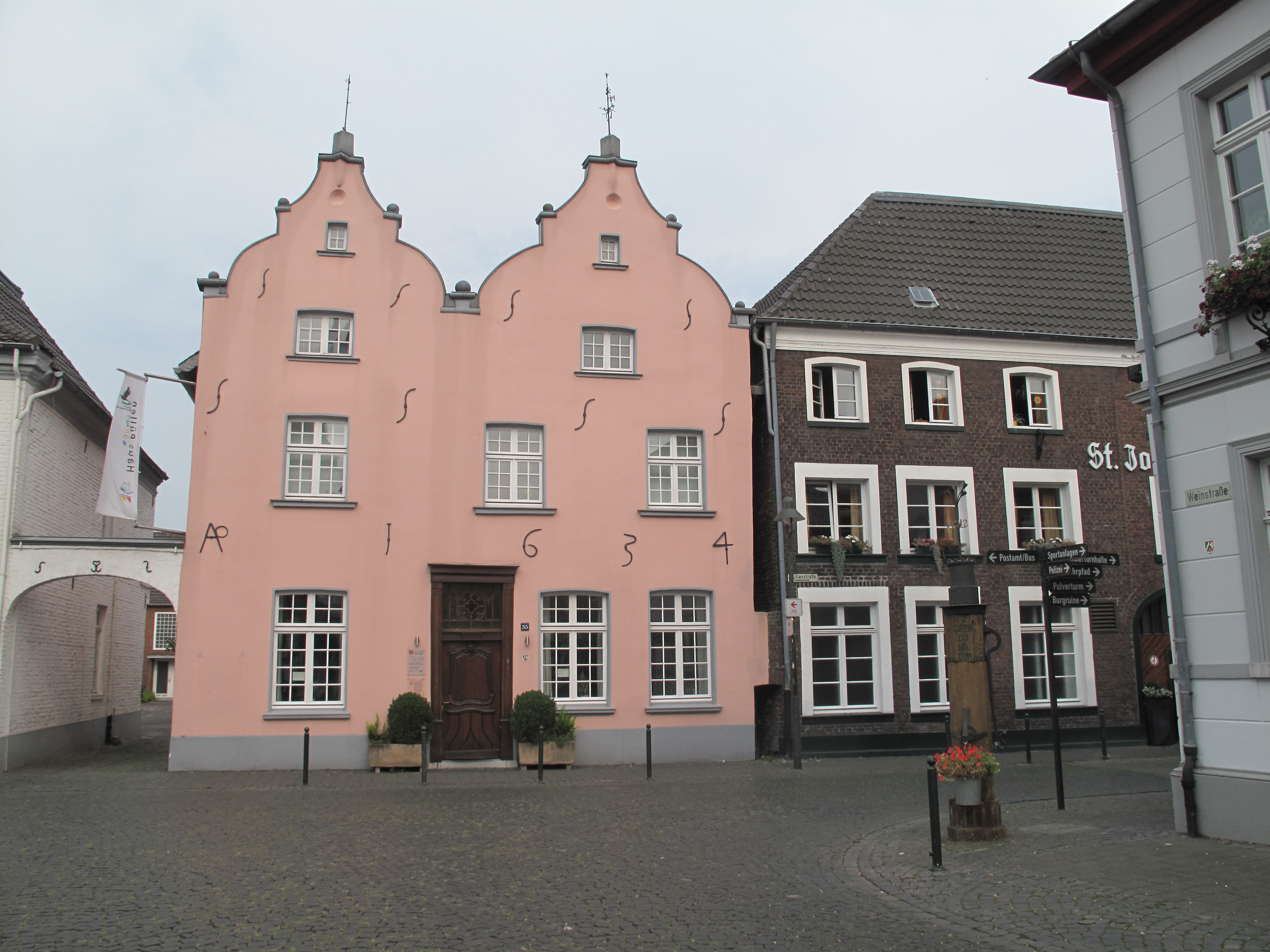
Feldstrasse 35 (2012)
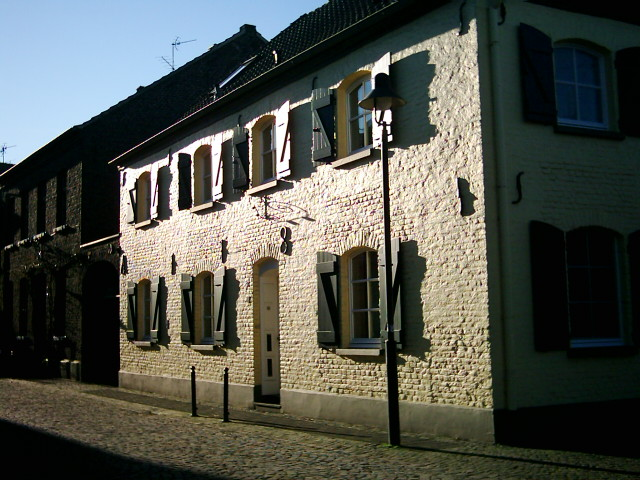
Feldstrasse (2008)
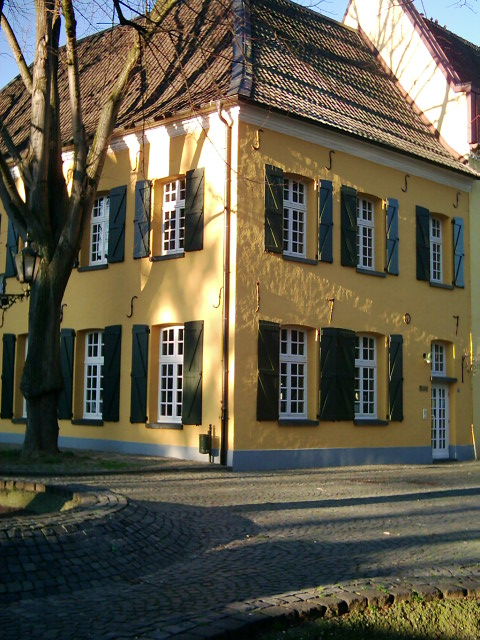
Klooster 'Thal Josaphat' (2008)
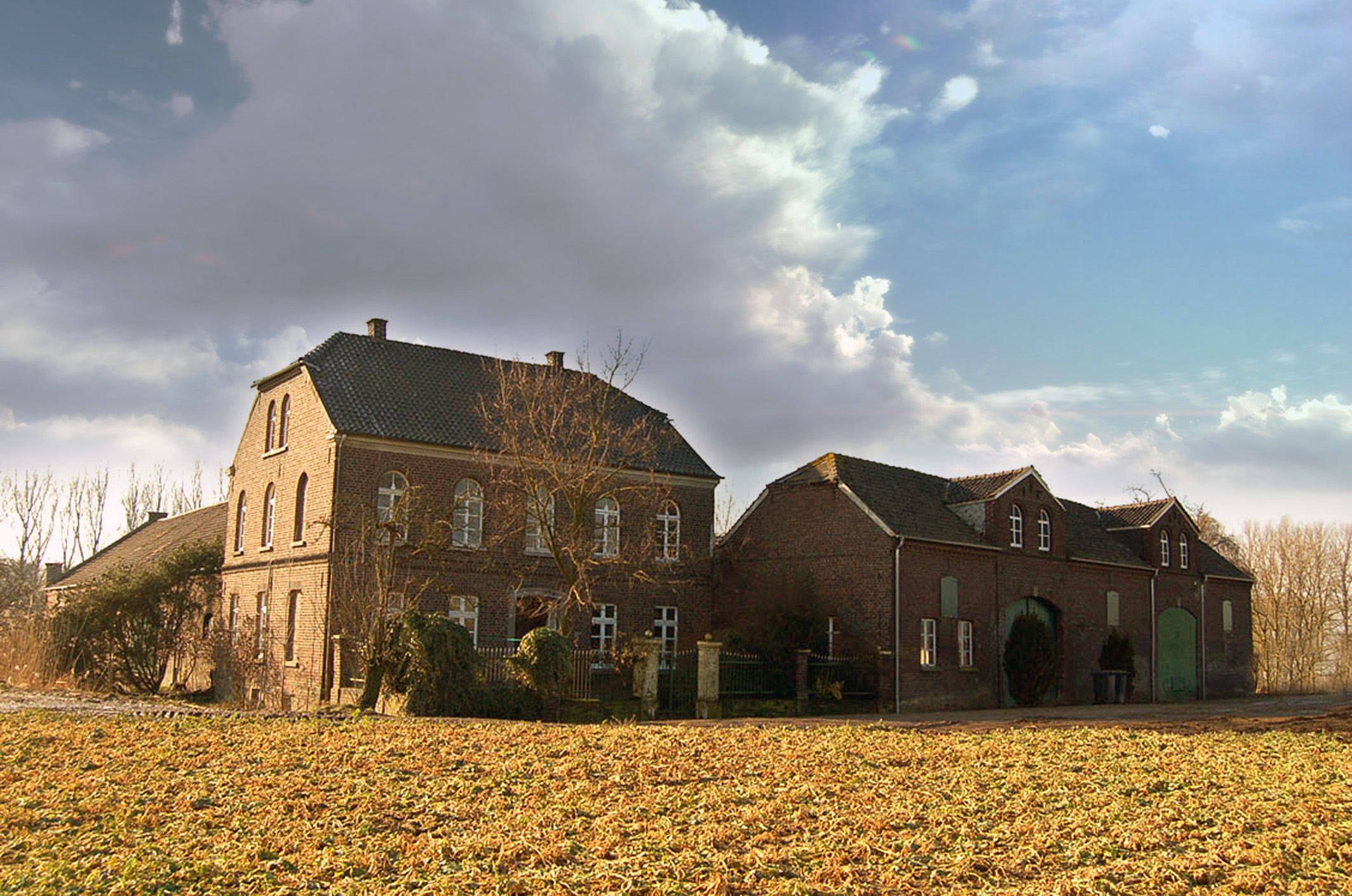
Gut-Rox (2013)
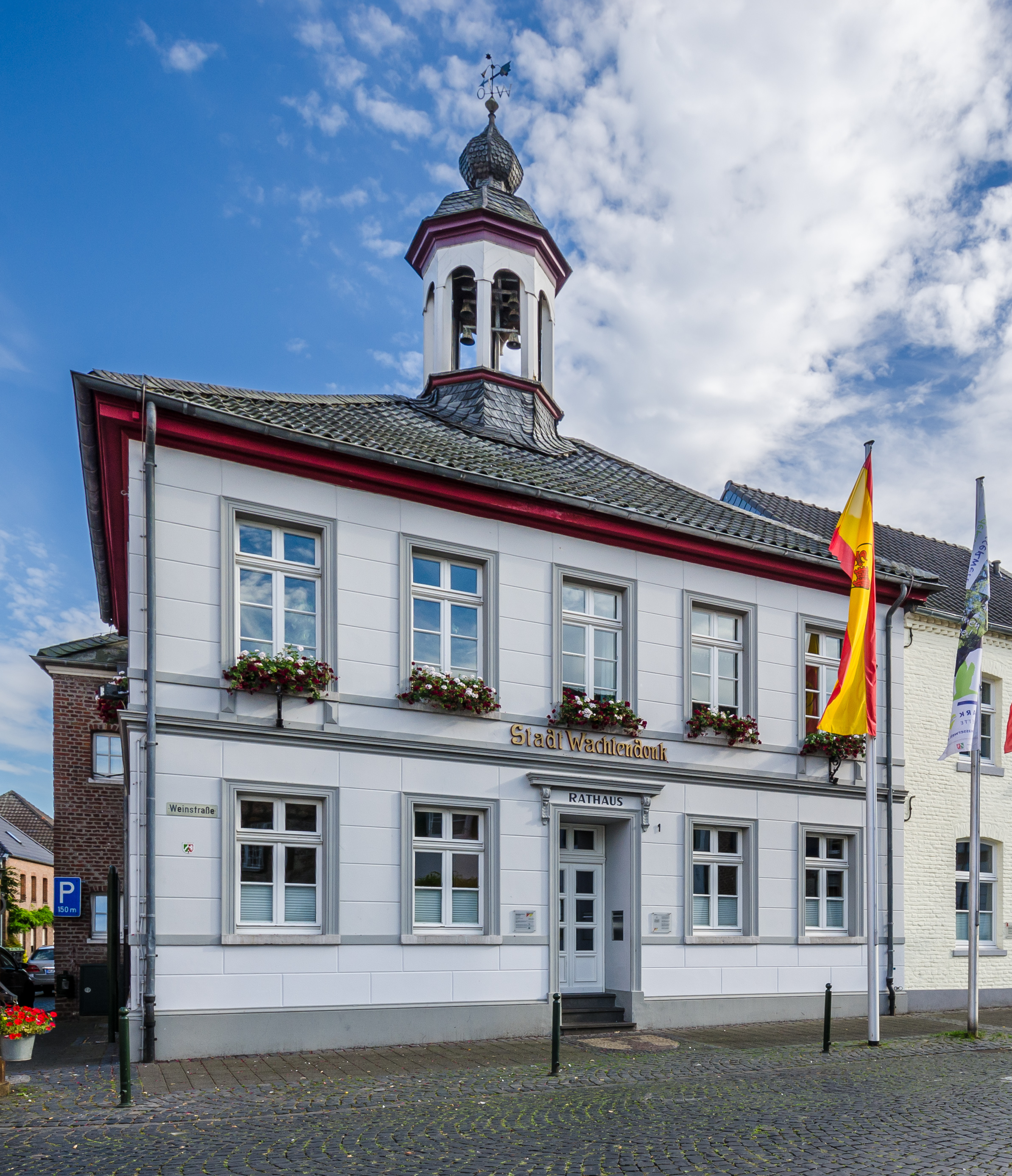
Stadhuis (2012)

Ammersoyen · Buren · Emmerik · Erkelenz · Geldern · Grave · Groenlo · Grunsfoort · Hattem · Hatendonk · Kessel · Krieckenbeek · Lobith · Montfort · Nijmegen · Oijen · Poederoijen · Rosendael · Tiel · Wachtendonk · Wickrath
Bedburg-Hau · Emmerik · Geldern · Goch · Issum · Kalkar · Kerken · Kevelaer · Kleef · Kranenburg · Rees · Rheurdt · Straelen · Uedem · Wachtendonk · Weeze